# Alfred William Flux
Pour les articles homonymes, voir Flux.
Sir  Alfred William Flux (8 avril 1867 – 16 juillet 1942) est un économiste et statisticien britannique. Il est décoré de l'Ordre du Bain.

## Biographie
Flux est né dans le district Landport de Portsmouth en 1867, il est le fils d'un fabricant de ciment. Il est scolarisé au lycée de Portsmouth, puis étudie les mathématiques au St John's College, à Cambridge, où il est Senior Wrangler (en) en 1887 (il partage cette récompense à égalité avec trois autres). Pendant son séjour à Cambridge, il se lie d'amitié avec Alfred Marshall, qui l'a intéressé à l'économie. Il est membre fondateur de l'Economic Society (1890), et de 1893 jusqu'en 1908 il enseigne l'économie, à Manchester, puis à l'Université McGill à Montréal. En 1897, quand il est à Manchester, il épouse Harriet Emily Hansen, d'origine danoise.
Flux retourne à Londres, en 1908, pour prendre un poste en tant que conseiller au Ministère du Commerce, du Travail et de la Statistique. En 1918, il est nommé à la tête du Département des Statistiques de la Commission du Commerce.

## Prix et distinctions
La Royal Statistical Society lui décerne la médaille Guy en argent en 1921 puis la médaille en or en 1930. Il a également servi en tant que président de cette Société entre 1928 et 1930.
Flux prend sa retraite au Danemark en 1932, et il est fait chevalier en 1934. Il meurt d'une pneumonie en 1942, à l'âge de 75 ans,.

## Publications
- Economic principles : an introductory study.
- Indices of productive activity.
- Newmarch lectures, 1922.
- Syllabus of a course of twelve lectures on electricity and magnetia magetism.
- The coal question : an inquiry concerning the progress of the nation, and the probable exhaustion of our coal mines.
- The foreign exchanges.
- The Swedish banking system.